# As Aventuras de Jackie Chan
As Aventuras de Jackie Chan (Jackie Chan Adventures no original) é uma série de desenho animado estadunidense criada por John Rogers, Duane Capizzi e Jeff Kline que foi exibida de 9 de setembro de 2000 até 2005, originalmente pela Kids' WB, totalizando 95 episódios, de cerca de 30 minutos cada, em cinco temporadas, ainda nos Estados Unidos a série foi exibida pelo Cartoon Network em 2003 e Toon Disney (posteriormente Disney XD).
Em Portugal, a série foi exibida pela TVI e mais tarde pela SIC K.
Em Angola, foi exibida pelo TV Zimbo em dobragem portuguesa.
No Brasil, foi exibida pela TV Globinho com início em 2002, estando em sua programação até o encerramento do programa em 2015.
Jeff Matsuda foi animador de character design da série.
Os personagens incluem o "Lado do Bem", composto por Jackie Chan, na série um arqueólogo amador e expert em artes marciais, que também faz parte da organização secreta Seção 13 e, junto com Capitão Black, busca 12 talismãs mágicos poderosos que podem causar destruição e luta contra a "Mão Negra", sociedade do mal liderada por Valmont e guardada por um espírito chamado Shendu; há também sua sobrinha Jade Chan, seu Tio, que é dono de uma loja de antiguidades junto de seu assistente Tohru e pratica magia chamada Chi; além de El Tuero Fuerte, Viper e Paco. E o "Lado do Mal", Valmont, Hak Foo, Daolan Wong, Shendu, Finn, Ratsu, Chow, Shadowkhan, Drago, Tarakudo e dentre outros vilões.